# كأس الاتحاد الأوروبي 1983–84
كأس الاتحاد الأوروبي 1983–84 (بالإنجليزية: 1983–84 UEFA Cup)‏ هو الموسم الثالث عشر من بطولة كأس الاتحاد الأوروبي. أقيم بمشاركة 64 فريقاً.
حقق توتنهام هوتسبير الإنجليزي لقب البطولة للمرة الثانية في تاريخه بعد فوزه في النهائي على أندرلخت البلجيكي بركلات الترجيح 4-3 بعد التعادل 2-2 في مجموع المباراتين.